# 1700 Звездара
1700 Звездара је астероид главног астероидног појаса са пречником од приближно 20,68 km, откривен 27. августа 1940. Открио га је српски астроном Петар Ђурковић и дао му име по делу Београда - Звездари.
Афел астероида је на удаљености од 2,892 астрономских јединица (АЈ) од Сунца, а перихел на 1,829 АЈ.
Ексцентрицитет орбите износи 0,225, инклинација (нагиб) орбите у односу на раван еклиптике 4,513 степени, а орбитални период износи 1324,830 дана (3,627 године).
Апсолутна магнитуда астероида је 12,47 а геометријски албедо 0,042.
Астероид је откривен 1934. године.